# Yuichi Yamauchi
Yuichi Yamauchi (født 26. oktober 1984) er en tidligere japansk fodboldspiller.
Han har spillet for flere forskellige klubber i sin karriere, herunder Roasso Kumamoto.